# گندنای کوهی
گندنای کوهی یا فراسیون سفید گیاهی گلدار از خانواده نعناعیان است. این گیاه بومی اروپا، شمال آفریقا و آسیا می‌باشد.
در ظاهر شبیه به نعناع است و بلندی آن ۲۵–۴۵ سانتی‌متر می‌باشد. برگ آن ۲–۵ سانتی‌متر طول دارد و دارای گل‌های سفید است.

## نگارخانه

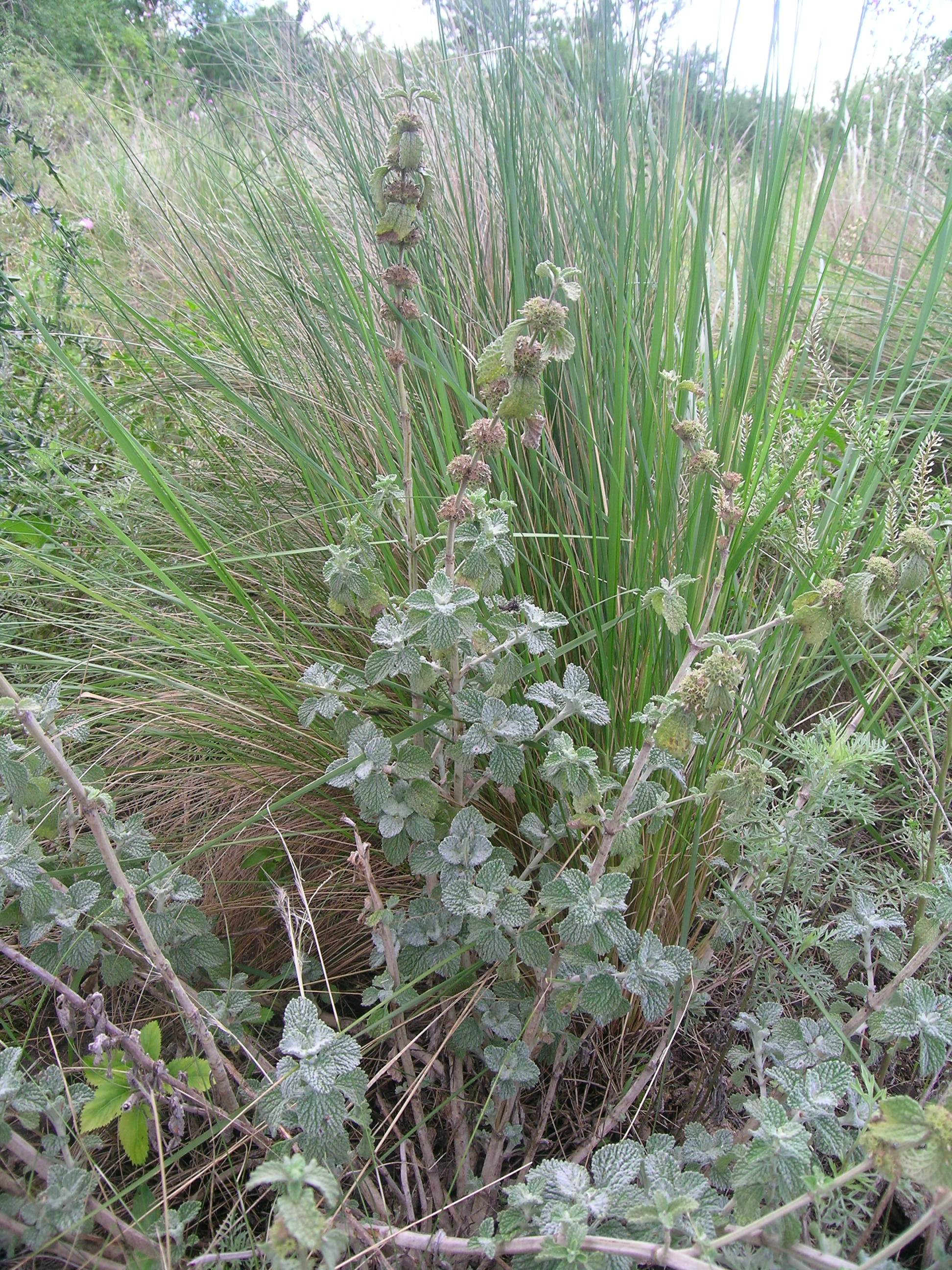
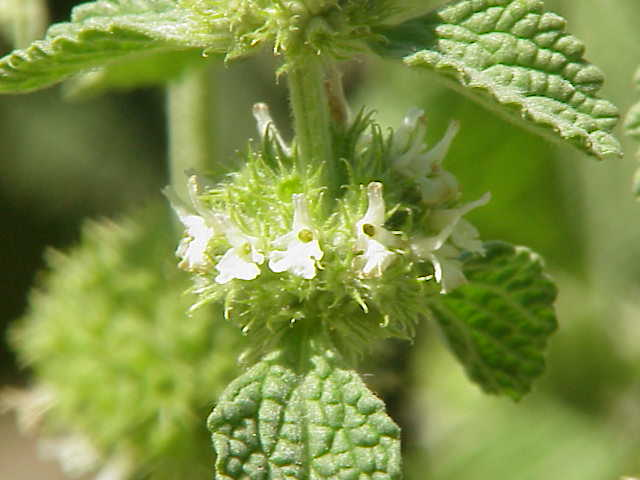
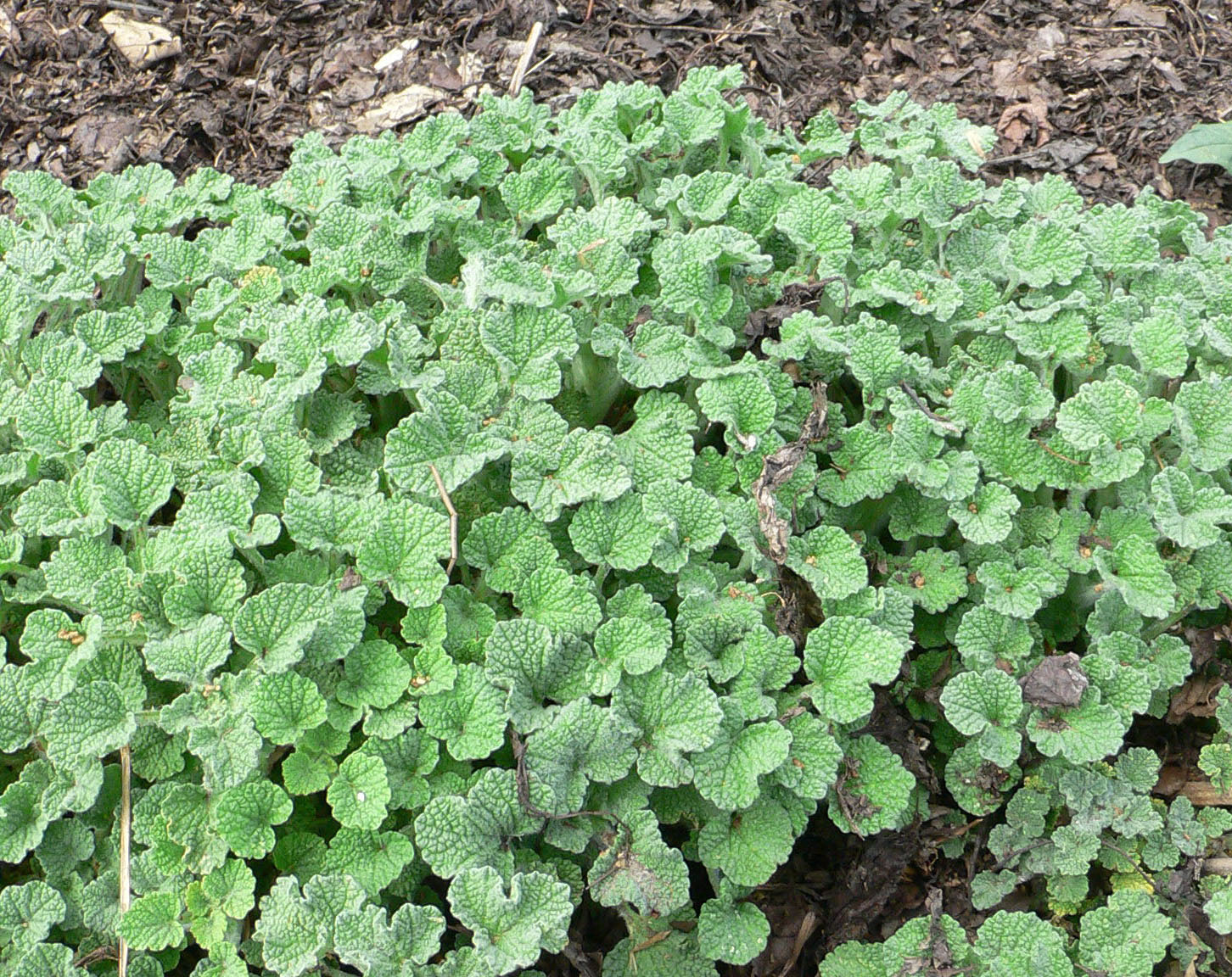
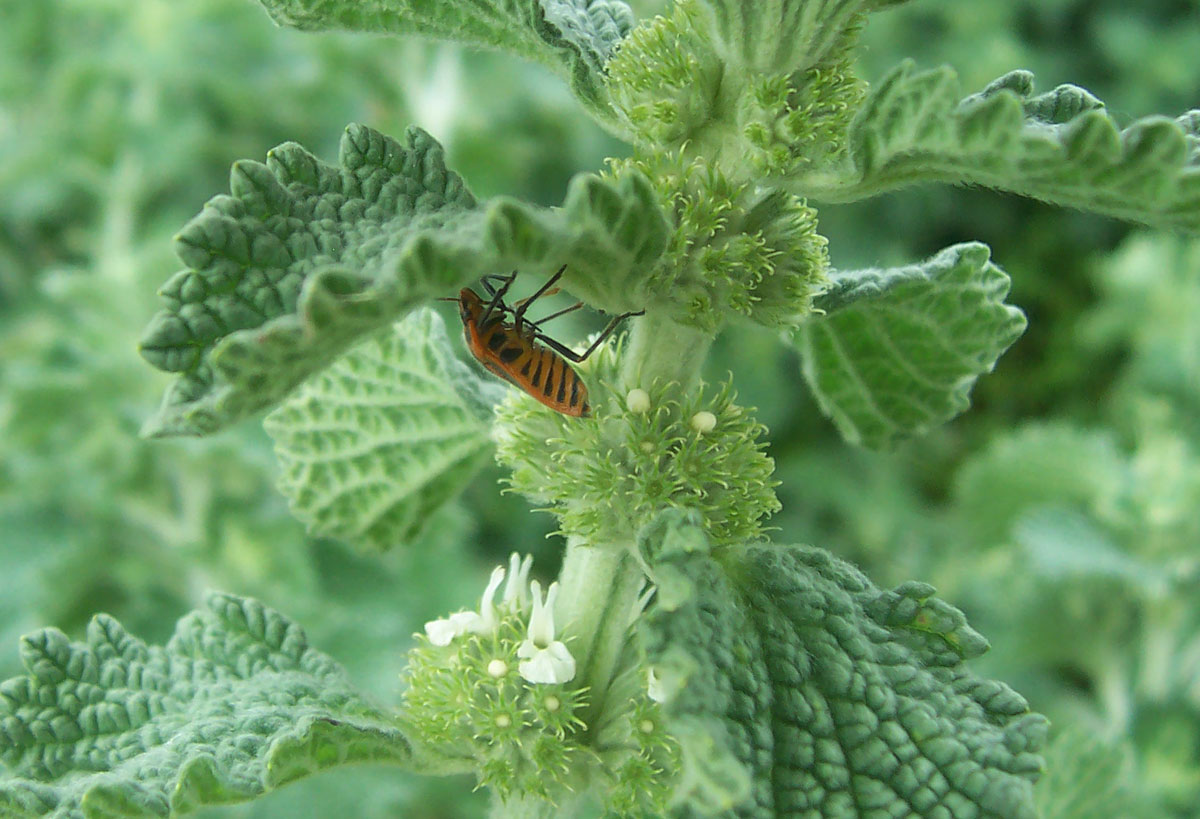